# Municipio de South Centre
El municipio de South Centre (en inglés: South Centre Township) es un municipio ubicado en el condado de Columbia en el estado estadounidense de Pensilvania. En el año 2000 tenía una población de 1972 habitantes y una densidad poblacional de 143,1 personas por km².

## Geografía
El municipio de South Centre se encuentra ubicado en las coordenadas 41°01′30″N 76°22′35″O / 41.02500, -76.37639.

## Demografía
Según la Oficina del Censo en 2000 los ingresos medios por hogar en la localidad eran de $34 764 y los ingresos medios por familia eran de $40 395. Los hombres tenían unos ingresos medios de $27 875 frente a los $21 507 para las mujeres. La renta per cápita de la localidad era de $16 600. Alrededor del 9,6% de la población estaba por debajo del umbral de pobreza.